# J rt o. Zverinac
J rt o. Zverinac este o arie protejată (sit de importanță comunitară — SCI) din Croația întinsă pe o suprafață de 118,6 ha, integral marine.

## Localizare
Centrul sitului J rt o. Zverinac este situat la coordonatele 44°08′27″N 14°56′47″E / 44.140764°N 14.946476°E.

## Înființare
Situl J rt o. Zverinac a fost declarat sit de importanță comunitară în iulie 2013 pentru a proteja un număr necunoscut de specii din flora spontană și fauna sălbatică aflate în arealul zonei.

## Biodiversitate
Situată în ecoregiunea marină mediteraneană, aria protejată conține 1 habitat natural: Straturi cu Posidonia (Posidonion oceanicae).
La baza desemnării sitului se află un număr nedeclarat de specii protejate.